# Hjerter i slør
Hjerter i slør er en dansk kortfilm fra 1992, der er instrueret af Jesper W. Nielsen efter manuskript af Mikael Olsen.

## Handling
En ung pige hjælper sin mor, der driver et pensionat. Pigen har svært ved at vælge mellem to mænd, der begge bejler til hende, og hun påvirkes af et gammelt, men nygift par, som bor på pensionatet, og for hvem hver dag er en festdag.